# Wasted Love
A Wasted Love (magyarul: Eltékozolt szerelem) az osztrák JJ debütáló kislemeze. A dalt 2025. március 6-án adták ki: szerzője maga JJ, valamint Teodora Špirić és Thomas Thurner. A dal Ausztriát képviselte a 2025-ös Eurovíziós Dalfesztiválon, ahol 436 ponttal megnyerte a versenyt. Ezzel a Wasted Love lett Ausztria első győztes dala Conchita Wurst 2014-es Rise Like a Phoenix című dalának sikere óta.
JJ elmondása szerint a dal saját, viszonzatlan szerelemmel kapcsolatos élményeit dolgozza fel, és az ezzel járó ellentmondásos érzéseket, a fájdalom és a szépség kettősségét jeleníti meg. A Wasted Love kedvező kritikai visszhangban részesült: az értékelések kiemelték a dal zenei kidolgozottságát és JJ énekesi teljesítményét. A győzelmet követően a szám számos országban kereskedelmi sikert aratott: vezette az osztrák és a görög slágerlistát, bekerült a legjobb öt közé Litvániában és Svájcban, valamint a top 10-be további öt országban.

## Háttér
A dalt Johannes Pietsch (művésznevén JJ), Teodora Špirić (művésznevén Teya) és Thomas Thurner írták, a produceri munkát Thurner, Pele Loriano és Wojciech Kostrzewa látták el. A dal megjelenése előtt Špirić már szerepelt az Eurovíziós Dalfesztiválon: 2023-ban Ausztria képviseletében versenyzett a Who the Hell Is Edgar? című számmal. A Kleine Zeitung beszámolója szerint a Wasted Love egyetlen nap alatt készült el, 2024 nyarán. A dal hivatalosan 2025. március 6-án jelent meg.
Sajtónyilatkozataiban és interjúiban JJ elmondta, hogy a dalt a 2024-ben általa átélt viszonzatlan szerelem élményei ihlették. Az érzést úgy írta le, mint „egy törékeny papírhajón lebegni a tengeren”, amely végül szétmállik. Hozzátette: 
Egy egészen különleges fajta szívfájdalom az, amikor az emberben ennyi szeretet van, de nincs kinek átadnia. Olyan érzés, mintha egy törékeny papírhajón sodródnál a tengeren: minden apró reménysugárba kapaszkodsz, csak hogy lásd, ahogy az is szétfoszlik alattad. És mégis, van valami tagadhatatlanul szép ebben a naiv odaadásban. Mert a végén az, hogy képesek vagyunk szeretni, még ha hiába is, önmagában is valami gyönyörű.

## Videóklip és promóció

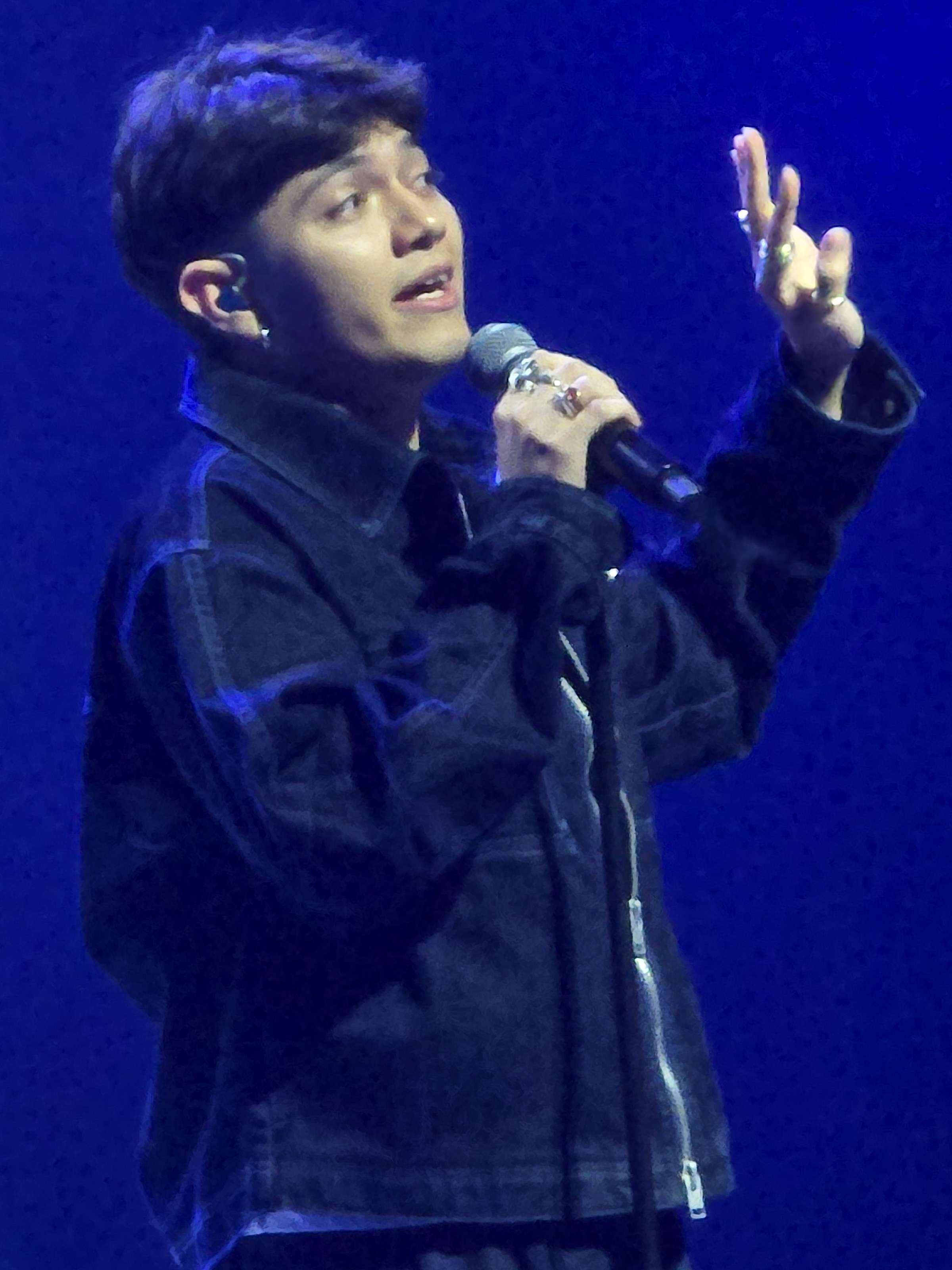
JJ az amszterdami Eurovision in Concert eseményen

A dal megjelenésével egy időben, 2025. március 6-án került nyilvánosságra a hozzá készült videóklip is, amelyet Vesely Marek rendezett és alapvető hangulatát az opera stílusa hatja át. A felvételek több osztrák helyszínen készültek: egy fenyőerdőben Bécsújhely közelében, egy búváriskolában, egy alsó-ausztriai stúdióban, valamint egy badeni színházban. A forgatás öt napot vett igénybe 2025 februárjában. Marek a Wiwibloggsnak adott nyilatkozatában elmondta, hogy a videó öt „felvonásra” tagolódik, és egyfajta „vizuális utazást” mutat be a viszonzatlan szerelem mélységeibe. A klip egyik jelenetében JJ egy papírhajót enged a vízre, amely hamarosan elsüllyed.
A dal népszerűsítése érdekében JJ több eurovíziós partin is részt vett 2025 márciusában és áprilisában, köztük az amszterdami Eurovision in Concert rendezvényen április 5-én, a London Eurovision Party-n április 13-án, valamint a madridi Pre-Party ES-en április 19-én. Április 11-én JJ duett formájában is megjelentette a Wasted Love és a Rise Like a Phoenix című dalok mashupját Conchita Wursttal közösen. Utóbbi dallal Wurst 2014-ben nyerte meg az Eurovíziós Dalfesztivált Ausztria képviseletében.

## A kritikusok értékelései

### Az osztrák sajtó és közszereplők véleményei
A Die Presse munkatársa, Klemens Patek a dalt „kerek egésznek” nevezte, amely „nem hat mesterkéltnek” a verseny többi számához képest, külön kiemelve a versszakok zenei megkomponáltságát. A Der Standard kritikusa, Ljubiša Tošić JJ énekesi képességeit és a dal lendületes hangszerelését dicsérte, hozzátéve, hogy a szám „tökéletesen illik a dalfesztiválra”. Az Eurovíziós Dalfesztivál osztrák kommentátora, Andi Knoll a Kuriernek úgy nyilatkozott, hogy a dal klasszikus zenei világa „hihetetlenül osztrák”, majd így folytatta: „Ez egy háromperces opera. És bár ennyire összetett, mégis fülbemászó.” A Wasted Love-ot több korábbi osztrák eurovíziós induló is méltatta, köztük az 1991-es versenyző Thomas Forstner, a 2003-as Alf Poier, valamint a 2021-es Vincent Bueno.

### Nemzetközi sajtóvisszhang
A Wiwibloggs értékelése szerint, amely több kritikus véleményét is tartalmazta, a dal 7,87 pontot kapott a maximális 10-ből, és a 2025-ös év rangsorában az ötödik helyet szerezte meg a 37 induló közül. Az ESC Beat kritikusa, Doron Lahav összesítésben a negyedik helyre sorolta, kiemelve, hogy „ez azon kevés dalok egyike volt az évben, amelyeben benne van a győztes érzése”, elsősorban a zenei építkezés és az intenzitás fokozódása miatt. A Vulture szerzője, Jon O’Brien a tizenkettedik helyre rangsorolta, „túlzóan drámai próbálkozásnak” nevezve, ugyanakkor megjegyezte, hogy a klasszikus zene hívei valószínűleg nem értékelik majd, „különösen azért, mert a dal zárása hirtelen a koncertteremből egy raktárbuli közepébe repít”. A CNN amerikai hírportál újságírója, Rob Picheta a döntős mezőnyből a második helyre tette a dalt, JJ énekteljesítményét dicsérve „a verseny legjobb dalaként” jellemezte. Ugyanakkor hozzátette: szerinte a szám „túlságosan hasonlít a The Code-ra”, ami befolyásolhatta volna a győzelmi esélyeit. A The Times kritikusa, Ed Potton a döntősök közül a nyolcadik helyre sorolta a Wasted Love-ot, négy csillagot adott rá az ötből, JJ énekesi kvalitásai mellett külön méltatva a dal „ütős techno-zárását” is.
Az amerikai NPR kritikusa, Glen Weldon a 2025-ös Eurovíziós Dalfesztivál legjobb dalait felsoroló listájának tiszteletbeli említései közé sorolta a számot, „nagy tál operaszósznak” nevezve, „egy kis clubbanger-morzsával megszórva”. Az Yle finn közszolgálati műsorszolgáltató újságírója, Eva Frantz 8/10-es értékelést adott a dalra, és úgy vélte, a zsűriknél jó eséllyel érhet el kiemelkedő eredményt. Ugyanakkor megjegyezte, hogy a 2024-es győztes, Nemo The Code című dalával való hasonlóság csökkentheti a győzelmi esélyeket. A The Daily Telegraph kritikusa, Neil McCormick szerint a dal „egy fellengzős, stíluszavaros egyveleg, amilyet tényleg csak az Eurovízión hallani”, és úgy vélte: „mesterséges és mélységesen idegesítő, ha többször is meghallgatja az ember.” A német ZDF szatirikus újságírója, Jan Böhmermann az osztrák FM4 rádióműsorában így nyilatkozott: „Szerintünk JJ-nek az első helyen kell végeznie... Ha JJ élőben is úgy tud előadni, mint a felvételen, akkor tényleg esélye van a győzelemre!”

## Eurovíziós Dalfesztivál

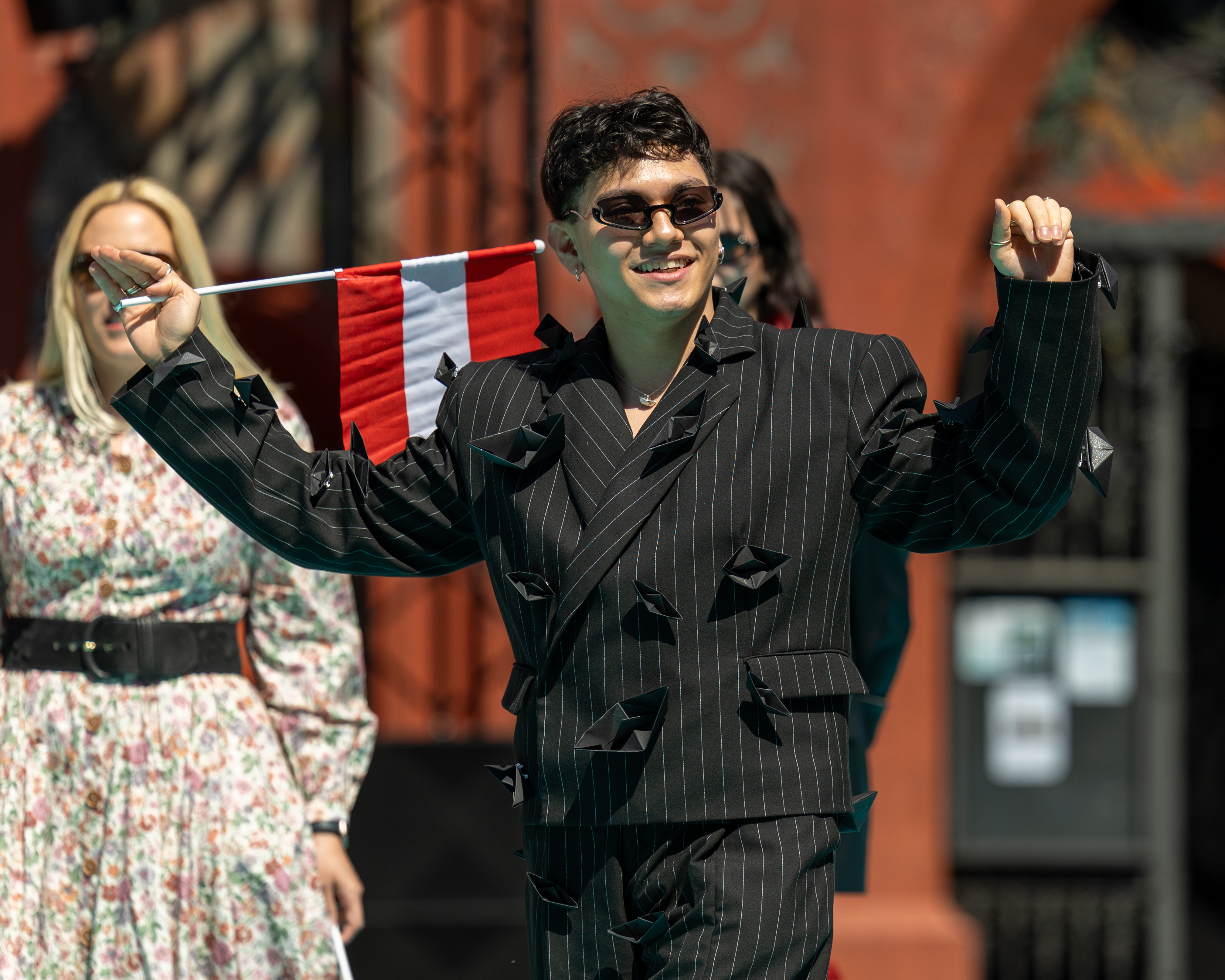
JJ a 2025-ös Eurovíziós Dalfesztivál megnyitóünnepségén

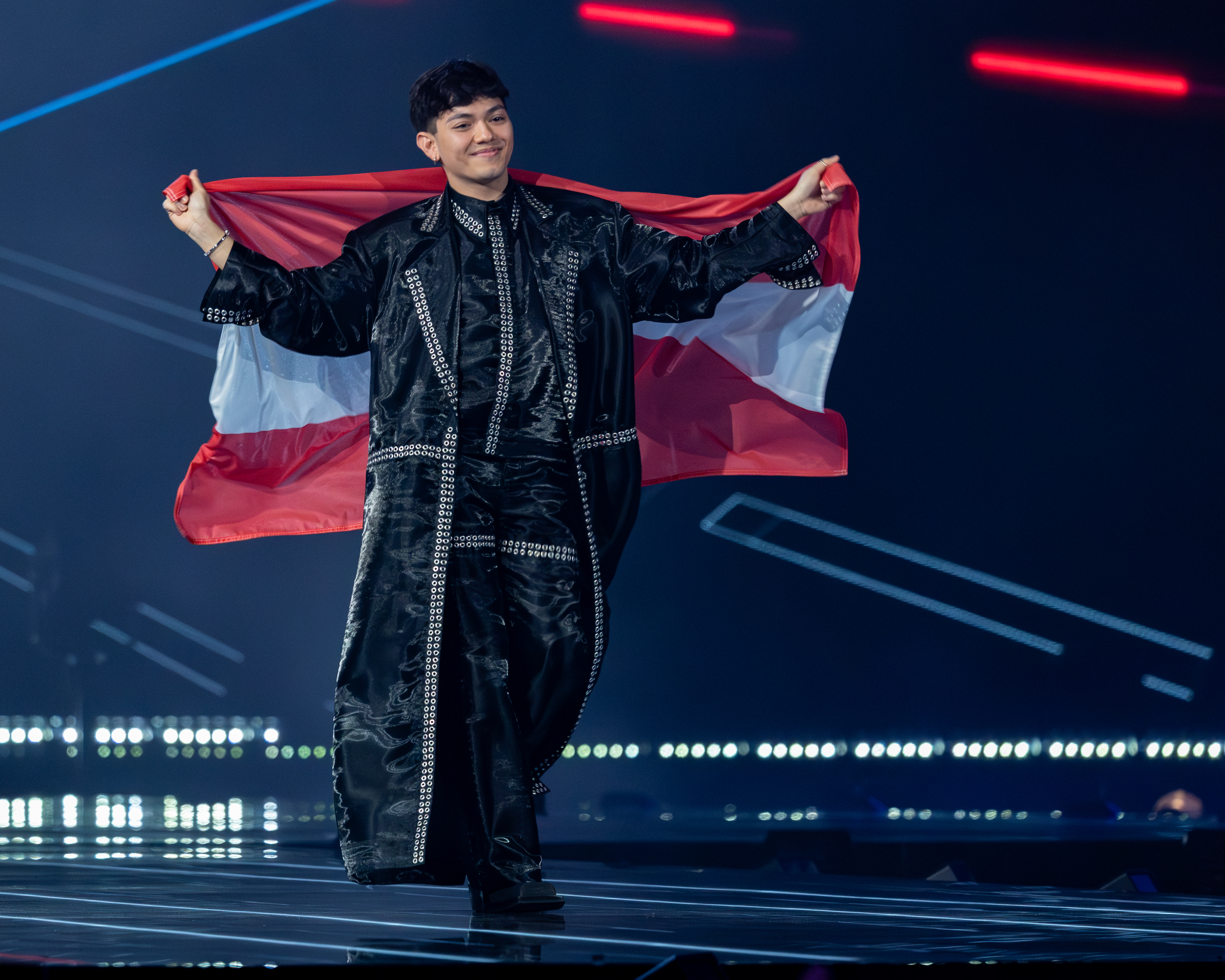
JJ a 2025-ös Eurovíziós Dalfesztivál döntőjének zászlós bevonulásán

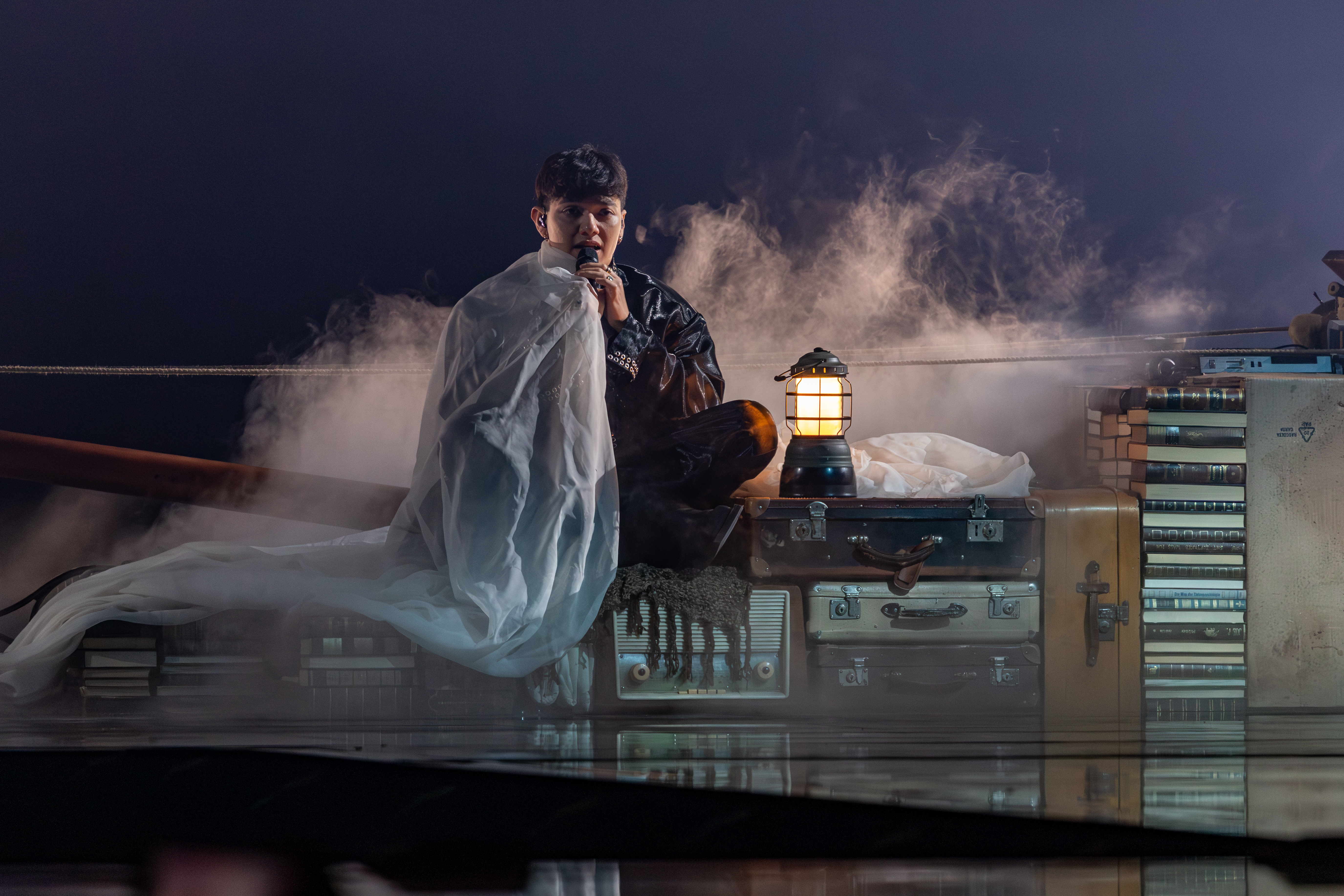
JJ a 2025-ös Eurovíziós Dalfesztivál döntőjében

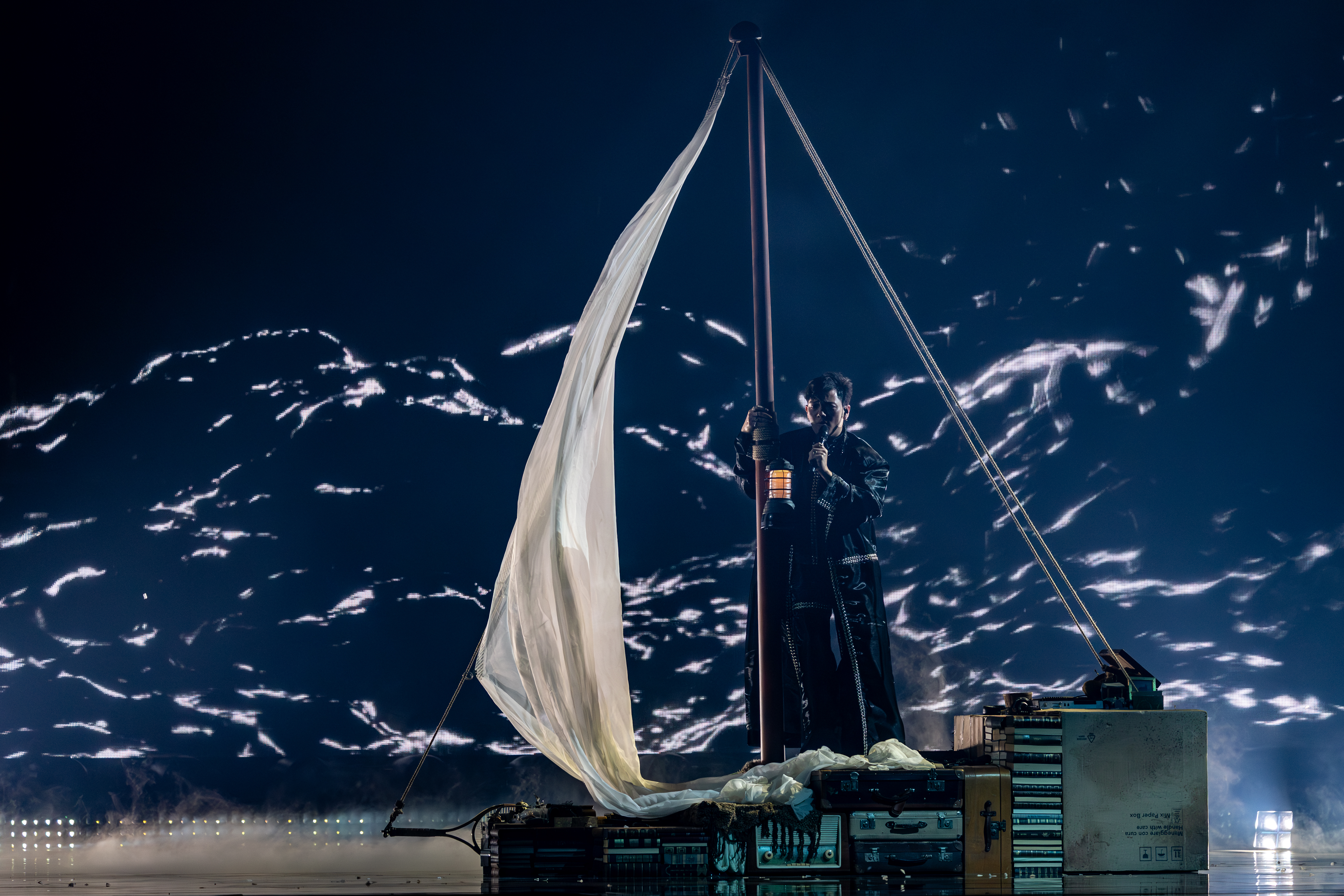
JJ a 2025-ös Eurovíziós Dalfesztivál döntőjében

### Belső kiválasztás
Ausztria eurovíziós részvételéért felelős műsorszolgáltatója, az Österreichischer Rundfunk (ORF) 2024. szeptember 7-én hivatalosan bejelentette, hogy részt vesznek a 2025-ös Eurovíziós Dalfesztiválon, és akárcsak 2017 óta minden évben, ezúttal is belső kiválasztással döntenek az ország képviselőjét illetően.
2024 októberében az osztrák sajtó arról számolt be, hogy nyolc pályamű került a szűkített listára hét előadótól, köztük Dodo Muhrer, aki korábban, 2015-ben a The Makemakes tagjaként képviselte Ausztriát, valamint Johannes Pietsch, Kayla Krystin, Nnoa és Philip Piller is részt vettek az ORF stúdióiban tartott élő meghallgatásokon.
2025. január 30-án az ORF az Ö3-Wecker című rádióműsorban jelentette be, hogy Johannes Pietsch, művésznevén JJ, a Wasted Love című dalával képviseli Ausztriát a 2025-ös Eurovíziós Dalfesztiválon. A dalt a nyolc döntős pályamű közül egy harminc tagú helyi és nemzetközi zeneipari és eurovíziós szakértőkből, valamint közel harminc nemzetközi OGAE rajongói klub képviselőjéből álló zsűri választotta ki, valamint az ORF eurovíziós csapata. A dal szimfonikus zenei alapja a Budapest Scoring Orchestra közreműködésével készült el, és 2025. március 6-án jelent meg.

### 2025-ös Eurovíziós Dalfesztivál
A 2025-ös Eurovíziós Dalfesztivált a svájci Bázelben, a St. Jakobshalléban rendezték meg. Az elődöntőkre május 13-án és 15-én, a döntőre pedig május 17-én került sor. A sorsoláson, amelyet 2025. január 28-án tartottak, Ausztriát a második elődöntő első felébe osztották be. Később bejelentették, hogy JJ hatodikként fog fellépni, az Örményországot képviselő Parg Survivor című dala után és az Egyesült Királyságot képviselő Remember Monday What the Hell Just Happened? című dala előtt.
Ausztria eurovíziós produkciójának színpadi rendezője Sergio Jaen volt. A fellépés során JJ egyedül állt a színpadon, fekete farmerből készült ruhát viselve, amelyet a finn divattervező, Teemu Muurimäki tervezett. Muurimäki elmondása szerint az öltözetet egy „viharos fekete óceán” ihlette. A produkció fekete-fehér színszűrővel került felvételre, középpontjában egy hajó-díszlettel, amely ládákból, egy faárbocról és fehér vitorlából állt. A koreográfia a háborgó tengeren hánykolódó hajót szimbolizálta: JJ láthatóan küzdött a díszlethez való kapaszkodással, miközben a második refrén alatt szélgépet is alkalmaztak. A produkció vége felé a LED-háttér viharos felhőket és hullámokat ábrázolt, villódzó fényekkel kísérve, ezzel fokozva a káosz érzetét. A fináléban azonban a vihar alábbhagyott, a háttérben egy világítótorony jelent meg, a remény szimbólumaként. A dal a második elődöntőben az ötödik helyen végzett, 104 pontot szerezve, és ezzel továbbjutott.
A döntőben, május 17-én ugyanazt az előadást láthatták a nézők, mint az elődöntőben. A dal kilencedikként hangzott el, az Egyesült Királyságot képviselő Remember Monday What the Hell Just Happened? című dala után és az Izlandot képviselő Væb Róa című dala előtt. A szavazás során Ausztria az első helyen végzett 436 ponttal: 258 pontot kapott a zsűriktől és 178-at a közönségtől. A zsűriszavazás során Belgiumtól, Finnországtól, Hollandiától, Írországtól, Lettországtól, Németországtól, Norvégiától és Svédországtól kapott 12 pontot a dal. A zsűripontok tekintetében JJ volt a döntő legmagasabbra értékelt előadója. A közönségszavazás során ugyan nem kapott 12 pontot, de összpontszáma elegendő volt ahhoz, hogy 79 ponttal az Izraelt képvislő Yuval Raphael New Day Will Rise című dala előtt végezzen, és megszerezze Ausztria harmadik eurovíziós győzelmét, így egyben az ország a 2026-os Eurovíziós Dalfesztivál rendezési jogát is elnyerte.
A győzelem után megtartott sajtótájékoztatón JJ mindenkit arra buzdított, hogy a világon a szeretetet helyezzék előtérbe, és annak terjesztését priorizálják. A magát queerként azonosító JJ, aki sorozatban a harmadik LMBTQ+ győztes volt a dalfesztiválon, úgy nyilatkozott, hogy ez a győzelem „a mindenki számára megvalósuló elfogadás és egyenlőség csodálatos megtestesülése”.

### A produkció és a győzelem fogadtatása
A The Guardian élő blogjában Martin Belam méltatta a dal műfaji váltásait, és egyenesen dobogós helyezést jósolt neki. Hozzátette: „Fel is tettem az ‘örök kedvenc eurovíziós slágereim’ lejátszási listámra... Nagyon szeretném, ha ez a dal nyerne”. Az El Mundo újságírója, Andrea M. Rosa del Pino JJ produkcióját „erőteljesnek” nevezte „összetéveszthetetlen hangja” miatt, és megjegyezte: „a produkció végén a közönség extatikus kiáltásai még hangosabbak lettek, mely összesen 37 másodpercnyi ovációban teljesedett ki”. Az El País munkatársa, Carlos Marcos dicsérte a koreográfiát és JJ énekteljesítményét, ugyanakkor sajnálatát fejezte ki, hogy „nem egy jobb dal kíséri mindezt”. A The Times kritikusa, Bianca Schofield a „kötelező unalmas balladák” közé sorolta a dalt, amelyet „töménytelen szárazjégfelhő” kísér, és a montenegrói, szerb, illetve izraeli produkciókhoz hasonlította.
A győzelem kapcsán a The Independent újságírója, Mark Beaumont megjegyezte, hogy ez már a második egymást követő pop-opera stílusú győztes dal, és ennek nyomán „a jövőbeli Eurovíziókat eláraszthatják a Tosca rave-remixekre emlékeztető számok, és a verseny egyre inkább a látványról fog szólni, nem a fülbemászó dallamokról”. A Kurier publicistája, Gert Korentschnig szerint a dal JJ „sokoldalú személyiségét” tükrözi, és „méltó utódja Udo Jürgensnek és Conchita Wurstnak a dalfesztiválon”. A Der Spiegel kritikusa, Felix Bayer párhuzamot vont JJ győzelme és a 2024-es győztes, Nemo The Code című dala között, kiemelve, hogy mindkét számra jellemző „a zeneileg nagyon különböző részek gyors egymásutánja”, amely lehetőséget ad arra, hogy „változó képekkel történetet meséljenek el a zenére”. Bayer hozzátette: a dal szeretetről szóló üzenete „olyan, ami ezekben az időkben nem lehet rossz”. A Die Weltwoche szerzője, Thomas Renggli dicsérte a produkciót, és így fogalmazott: „JJ világosan megmutatja, mire van szükség ahhoz, hogy a zsűri és a közönség figyelmét megragadja valami: nagy gesztusokra, jó hangra, letisztult dalra, és egy történetre, amely a queer közönséget is magával ragadja”.

## Dalszöveg
| Now that you’re gone All I have is wasted love This wasted love Now that you’re gone Can’t fill my heart with wasted love This wasted love – A dal refrénje | Most hogy elmentél Nekem csak az eltékozolt szerelem maradt Ez az eltékozolt szerelem Most hogy elmentél Nem tölthetem meg a szívemet eltékozolt szerelemmel Ezzel az eltékozolt szerelemmel – A dal refrénje magyarul |

## Megjelenési történet
| Régió       | Dátum            | Formátum(ok)                 | Változat    | Kiadó                                  | For.   |
| ----------- | ---------------- | ---------------------------- | ----------- | -------------------------------------- | ------ |
| Világszerte | 2025. március 6. | Digitális letöltés streaming | Eredeti     | Manifester Warner Music Central Europe | [ 70 ] |
| Világszerte | 2025. június 13. | Digitális letöltés streaming | Cyril remix | Manifester Warner Music Central Europe | [ 71 ] |

## Galéria

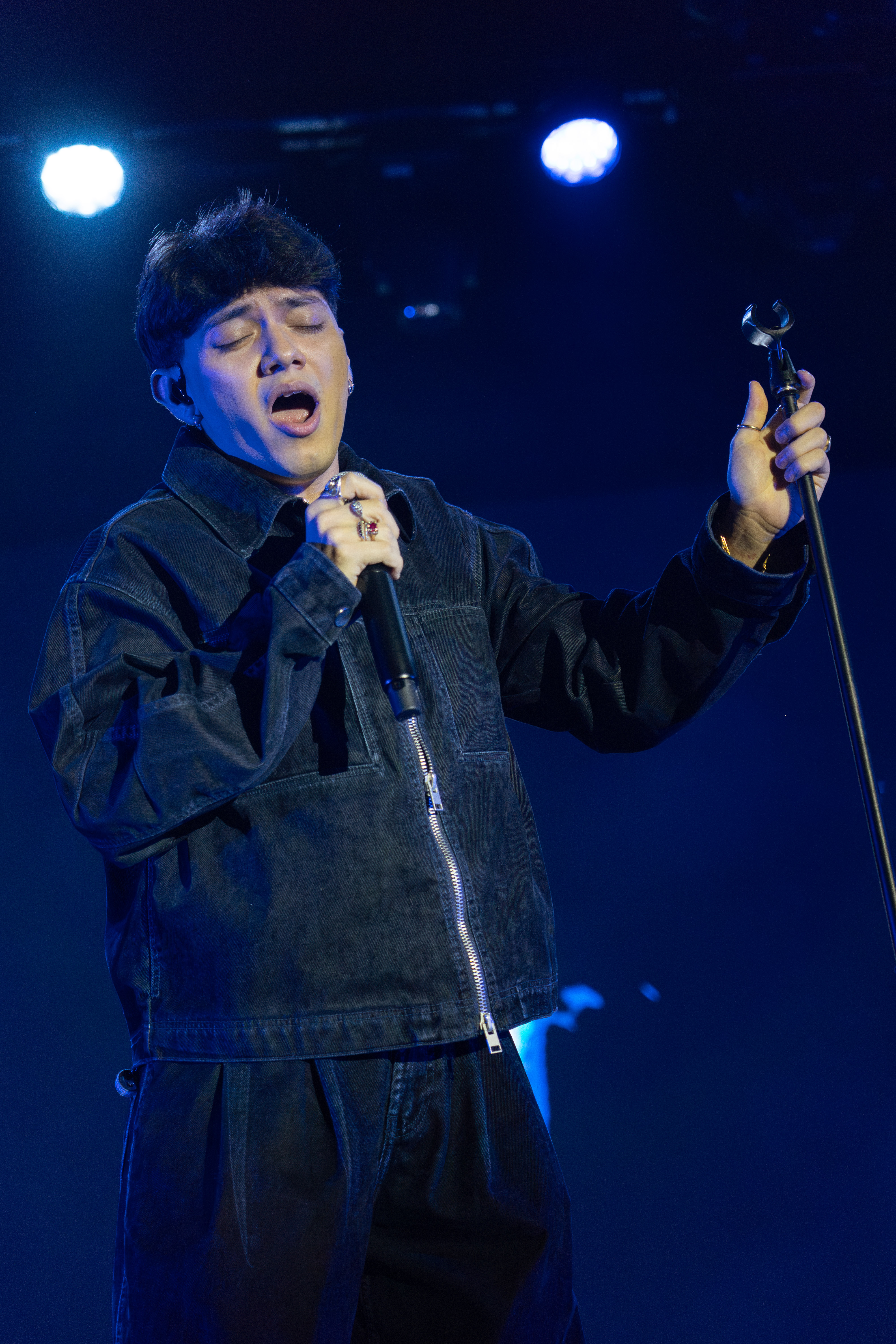
A madridi eurovíziós partin
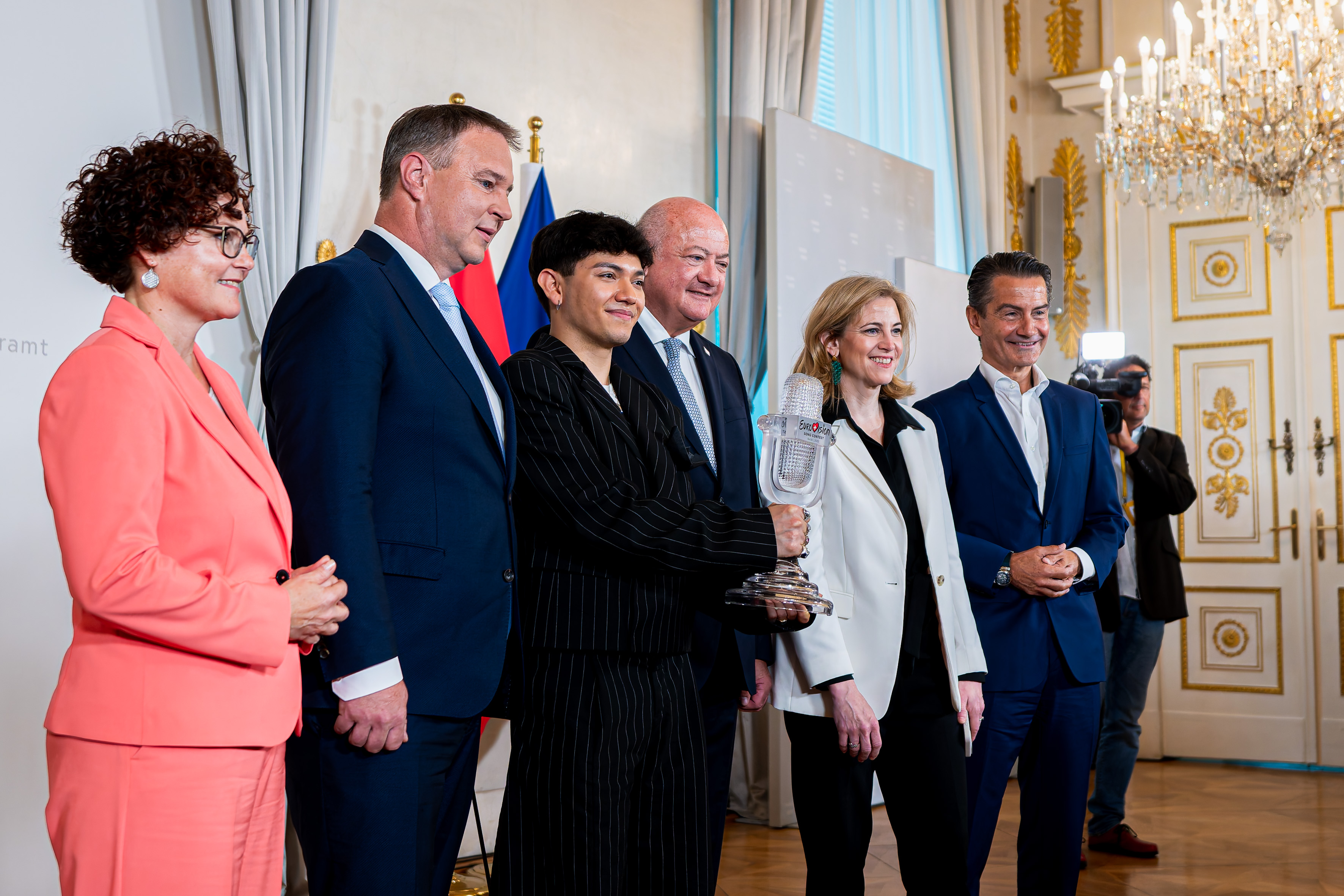
A kancellári köszöntésen, Bécsben